# Ok, la casa è giusta!
Ok: La casa è giusta! è un game show italiano, in onda dal 2020 su HGTV. Il titolo del programma si rifà a Ok, il prezzo è giusto!, andato in onda dal 1983 al 2001 sulle reti Mediaset.

## Format
La trasmissione segue l'attività di due coppie, accompagnate da Manuel Casella; le quali devono definire il pezzo di vendita di tre immobili. In ogni episodio, gli sfidanti si cimentano nel sopralluogo delle abitazioni, dovendo indovinare la cifra che secondo loro, corrisponde al prezzo di vendita. Al termine del programma, coloro che vincono la sfida, ricevono un premio. 

## Episodi
| Stagione       | Puntate | Prima TV Italia |
| -------------- | ------- | --------------- |
| Prima stagione | 12      | 2020            |

### Stagione 1
| nº | Titolo                                           | Prima TV Italia |
| -- | ------------------------------------------------ | --------------- |
| 1  | Casa a Milano                                    | 2020            |
| 2  | Casa a Torino                                    | 2020            |
| 3  | Appartamenti a Milano e dintorni                 | 2020            |
| 4  | Milano città e aree sub-urbane                   | 2020            |
| 5  | Milano: Gambara, San Siro e Brianza              | 2020            |
| 6  | Milano: case a Segrate, Via Washington e Lainate | 2020            |
| 7  | Case tra Milano e Monza                          | 2020            |
| 8  | Case tra San Babila e la Brianza                 | 2021            |
| 9  | Tra Isola, Porta Vittoria e Vimercate            | 2021            |
| 10 | Tra il centro di Milano e i laghi                | 2021            |
| 11 | Tra Milano e le campagne comasche                | 2021            |
| 12 | Tra Buccinasco, Carate Brianza e Buscate         | 2021            |